# Cherry Pie
Cherry Pie (em português:  Torta de Cereja) é o segundo álbum de estúdio da banda americana de hard rock Warrant. O álbum foi lançado em 11 de Setembro de 1990 pela gravadora Columbia Records e é o maior sucesso da banda. O trabalho conta com participações especiais como as de C.C. DeVille, do Poison, Bruno Ravel e Steve West, do Danger Danger e Scott Warren, ex-Dio, que integraria a banda no disco seguinte, Dog Eat Dog, de 1992.
A última faixa, "Ode to Tipper Gore" consiste em uma sequência de palavrões proferidos pelo vocalista Jani Lane em diversos shows da banda. Tipper Gore era a líder do PMRC, movimento responsável pela censura de diversos artistas, especialmente de rock, nos Estados Unidos durante as décadas de 80 e 90.
| Críticas profissionais                                                      | Críticas profissionais |
| Avaliações da crítica                                                       | Avaliações da crítica  |
| Fonte                                                                       | Avaliação              |
| --------------------------------------------------------------------------- | ---------------------- |
| allmusic                                                                    | [ 3 ]                  |
| Robert Christgau                                                            | [ 4 ]                  |
| Rolling Stone                                                               | [ 5 ]                  |
| Sputnikmusic                                                                | [ 6 ]                  |
| Esta tabela precisa de ser acompanhada por texto em prosa. Consulte o guia. |                        |

## Faixas
| N.º | Título                                       | Duração |  |
| 1.  | "Cherry Pie"                                 | 3:21    |  |
| 2.  | "Uncle Tom's Cabin"                          | 4:01    |  |
| 3.  | "I Saw Red"                                  | 3:46    |  |
| 4.  | "Bed of Roses"                               | 4:04    |  |
| 5.  | "Sure Feels Good to Me"                      | 2:39    |  |
| 6.  | "Love in Stereo"                             | 3:06    |  |
| 7.  | "Blind Faith"                                | 3:32    |  |
| 8.  | "Song and Dance Man"                         | 2:57    |  |
| 9.  | "You're the Only Hell Your Mama Ever Raised" | 3:33    |  |
| 10. | "Mr. Rainmaker"                              | 3:28    |  |
| 11. | "Train, Train"                               | 2:49    |  |
| 12. | "Ode to Tipper Gore"                         | 0:58    |  |

Faixas Bônus
| N.º | Título               | Duração |  |
| 13. | "Game of War" (Demo) | 3:37    |  |
| 14. | "The Power" (Demo)   | 3:00    |  |

## Créditos
- Jani Lane - vocais
- Joey Allen - guitarra
- Erik Turner - guitarra
- Jerry Dixon - baixo
- Steven Sweet - bateria

Músicos adicionais:
- C.C. DeVille - guitarra
- Mike Slamer - guitarra
- Scott Warren - teclados
- Bruno Ravel - backing vocals
- Steve West - backing vocals
- Fiona - backing vocals
- Alan Hewitt - órgão, piano, cordas
- Beau Hill - órgão, banjo, arranjos, teclados
- Paul Harris - piano, cordas
- Juke Logan - gaita

## Desempenho nas paradas musicais
| Parada musical (1990/1991)     | Melhor posição |
| ------------------------------ | -------------- |
| Austrália (ARIA Charts)        | 13             |
| Canadá (RPM Top 100 Albums)    | 34             |
| Estados Unidos (Billboard 200) | 7              |
| Japão (Oricon)                 | 26             |

## Certificações
| País                  | Certificação | Data                    | Vendas certificadas |
| --------------------- | ------------ | ----------------------- | ------------------- |
| Canadá (Music Canada) | Platina      | 27 de fevereiro de 1991 | 100,000             |
| Estados Unidos (RIAA) | 2× Platina   | 6 de agosto de 1991     | 2,000,000           |